# Almanaque Português de Fotografia
 Almanaque Português de Fotografia é um anuário português, criado em 1956, pelo editor Mário B. Nogueira com uma linha editorial destinada aos assuntos do mundo da fotografia para o público de língua portuguesa.